# Alloclubionoides trisaccatus
Espèce
Synonymes
- Ambanus trisaccatus Zhang, Zhu & Song, 2007

Alloclubionoides trisaccatus est une espèce d'araignées aranéomorphes de la famille des Agelenidae.

## Distribution
Cette espèce est endémique du Jilin en Chine,. Elle se rencontre sur le Changbai Shan.

## Description
Le mâle holotype mesure 8,26 mm et la femelle paratype 10,20 mm.

## Publication originale
- Zhang, Zhu & Song, 2007 : Three new species of the genus Ambanus Ovtchinnikov, 1999 from China (Araneae: Amaurobiidae: Coelotinae). Zootaxa, no 1425, p. 21-28.